# كشتة (مسرحية)
 كشته هي  مسرحية اجتماعية كوميدية من  تأليف عزيز صبر، إخراج عبد العزيز النصار.

## طاقم التمثيل
شارك في التمثيل عدد من نجوم الدراما الكويتية حسن البلام، أحمد العونان، فوز الشطي، مبارك المانع، فهد البناي، محمد رمضان، سامي مهاوش، منى حسين.

## القصة
تبدأ المسرحية عبر قصة رحلة  إلى البر، وأثناء الطريق يتوقف الباص بسبب عطل في أحد الإطارات، وتحدث مشاجرة بين أطفال الرحلة، وتتصاعد بحضور أهاليهم، ويبدأ كل منهم في إلقاء التهم على الآخر، ويتناسون المشكلة الرئيسية وهي تعطل الباص.